# Deutsche Partei (ab 1993)
Die Deutsche Partei (Kurzbezeichnung: DP) ist eine deutsche Kleinpartei. In ihrer Selbstdarstellung ist sie nationalkonservativ ausgerichtet, wird jedoch von verschiedenen Beobachtern dem rechtspopulistischen Parteienspektrum der Bundesrepublik Deutschland zugeordnet. Die Partei wurde 1993 gegründet und sieht sich selbst in der Nachfolge der Deutschen Partei, die ihren größten Einfluss in den ausgehenden 1940er und den 1950er Jahren hatte und von 1949 bis 1960 an der Bundesregierung beteiligt war.

## Geschichte

### Die historische Deutsche Partei
Die Deutsche Partei der Nachkriegszeit geht auf die Deutsch-Hannoversche Partei (DHP) zurück, die 1866 als Protest gegen die Annexion des Königreichs Hannover durch das Königreich Preußen gegründet wurde. Die DHP war durchgehend im Preußischen Landtag und zeitweise im Reichstag des Deutschen Kaiserreiches und im Reichstag der Weimarer Republik vertreten. Im Jahr 1933 erfolgte das Verbot und die zwangsweise Auflösung. 1945 wurde sie als Niedersächsische Landespartei (NLP) neugegründet und später in Deutsche Partei umbenannt. 1949 bis 1960 war sie im Bundestag vertreten und an der Bundesregierung beteiligt. 1961 löste sie sich auf Bundesebene faktisch auf. Im Jahr 1980 verlor die DP ihre Rechtsstellung als Partei. Sie existierte jedoch als Verein weiter.

### Neugründung 1993
Im Jahre 1993 erfolgte in Kassel die Neugründung der DP als politische Partei. Der bisherige Vereinsvorsitzende Wolf von Zworowsky, der bis 1979 für die CDU hessischer Landtagsabgeordneter gewesen war, wurde erster Parteivorsitzender. Aufgrund seines Alters wurde er 1994 von Johannes Freiherr von Campenhausen abgelöst.
Die Partei hatte ihren Schwerpunkt in Hessen und Niedersachsen. Bereits 1990 war die DP zur Landtagswahl in Niedersachsen angetreten, erreichte jedoch nur 0,01 % der Stimmen. Bei der niedersächsischen Landtagswahl 1994 gelang es ihr nicht, die nötigen Unterstützerunterschriften zu bekommen, sie trat deshalb lediglich mit Kandidaten in einzelnen Wahlkreisen an. Auch die Kommunalwahlen 1996 brachten keine nennenswerten Erfolge. In zwei von sechs Wahlbereichen angetreten, hatte die DP ihr bestes Ergebnis im Wahlbereich Stade mit 0,3 %. Bei der Bürgerschaftswahl in Hamburg 1997 gaben der Partei nur 0,1 % der Wähler ihre Stimme. Das gleiche Ergebnis wurde bei der Landtagswahl in Niedersachsen 1998 erreicht.

### Ära Kappel
Im März 2000 plante die DP eine Fusion mit dem Bund freier Bürger (BFB) und der DSU. Die DSU sprang aber schon bald ab und der BFB löste sich im August 2000 auf.
Der vormalige Bundesvorsitzende des BFB, der 1998 aus der FDP ausgetretene nationalliberale Politiker Heiner Kappel, wurde im Sommer 2001 zum Bundesvorsitzenden der DP gewählt.
Bei der Bürgerschaftswahl in Bremen am 25. Mai 2003 gelang der DP mit 0,5 % zum ersten Mal seit Neugründung ein nennenswertes Wahlergebnis oberhalb der kommunalen Ebene.

### Deutsche Partei – die Freiheitlichen
Im Oktober 2003 erfolgte ein Zusammenschluss mit der Freiheitlichen Deutschen Volkspartei (FDVP), die im Juni 2000 von abtrünnigen DVU-Abgeordneten aus dem Landtag von Sachsen-Anhalt gegründet worden war. Der Parteiname lautete seit der Fusion Deutsche Partei – die Freiheitlichen.
Mit der Aufnahme dieser Gruppe gab es einen deutlichen Rechtsruck der Partei und sie wurde von mehreren Verfassungsschutzämtern der Länder als rechtsextrem eingestuft und beobachtet.
Bei der Europawahl 2004 erreichte die DP 0,2 %. Die DP führte im Jahr 2004 Gespräche mit der NPD, um eine politische Kooperation zu erreichen.
Da Kappel sich gegen eine Zusammenarbeit mit der NPD aussprach, wurde er am 22. Januar 2005 vom Bundesvorstand abgesetzt und gegen ihn ein Parteiausschlussverfahren eingeleitet. Die Führung der Partei übernahmen kommissarisch die vorherigen drei Stellvertreter, Eberhard Lehmann, Claudia Wiechmann (frühere Vorsitzende der FDVP) und Ulrich Pätzold. Wiechmann und Pätzold wurden wenig später zu gleichberechtigten neuen Bundesvorsitzenden gewählt. In einem Rechtsstreit konnte sich jedoch Kappel durchsetzen, ließ danach jedoch seine Mitarbeit ruhen.

### Seit 2007
Im Juli 2007 wählte ein Parteitag im osthessischen Rommerz den Niedersachsen Alfred Kuhlemann zum Bundesvorsitzenden und verurteilte den Parteiausschluss des früheren Vorsitzenden Kappel. Die DP versteht sich seit diesem Parteitag als „demokratische, konservative und patriotische Partei“ und distanzierte sich von der NPD. Die Rechtmäßigkeit des Parteitags wurde jedoch von den bisherigen Vorsitzenden Claudia Wiechmann und Ulrich Pätzold bestritten. Im Herbst 2009 übernahm Gerd-Uwe Dahlmann den Vorsitz. Auf dem Parteitag wurde ebenfalls der Namenszusatz „die Freiheitlichen“ wieder abgelegt.
2009 traten alle Mitglieder des Landesverbandes Bremen aus dem Bundesverband aus und dieser löste sich auf.
Da die DP seit 2010 an keinen Wahlen mehr teilnimmt, ist sie beim Bundeswahlleiter nicht mehr als Partei gelistet.
Auf der parteieigenen Homepage rief der Bundesvorstand 2014 seine Mitglieder dazu auf, die AfD zu wählen.  In einem späteren Beitrag wird die AfD als Konkurrenz bezeichnet, die aber von der DP „mit Wohlwollen“ behandelt wird.

## Struktur der DP
Zum 31. Dezember 2003 waren 604 Personen Mitglied der Deutschen Partei. Die Mitglieder kommen nach wie vor überwiegend aus Norddeutschland. Aktuelle bzw. nachprüfbare Mitgliederzahlen liegen nicht vor.
Schätzungen sprechen aber von nur noch rund 200 Mitgliedern. Laut Bundeswahlleiter gab es 2007 noch Landesverbände in Niedersachsen, Hessen, Baden-Württemberg und Berlin-Brandenburg. Publik wurde zuletzt die Wiedergründung des Landesverbands Nordrhein-Westfalen am 31. Januar 2010. Dieser gab als erstes Ziel die Teilnahme an der Landtagswahl in Nordrhein-Westfalen am 9. Mai 2010 heraus. Für eine Landesliste wurde nicht die erforderliche Anzahl an Unterstützungsunterschriften erreicht, aber im Wahlkreis 109 „Bochum III - Herne II“ trat die DP mit einem Direktkandidaten an. Der Landesvorsitzende Michael Fischer erreichte dort für die DP zwar nur 67 Stimmen (0,11 %), aber dies war für die Gesamtpartei sehr wichtig, weil damit der Parteienstatus für weitere sechs Jahre erhalten werden konnte. Am 22. August 2021 wurde der Landesverband der Deutschen Partei in Schleswig-Holstein gegründet.

### Landesverbände und deren Vorsitzende
|                    | Landesverband      | Vorsitzender (Stand: 22.09.2021) |
| ------------------ | ------------------ | -------------------------------- |
| Schleswig-Holstein | Schleswig-Holstein | Jürgen Izdebski                  |

### Parteifinanzen und Vermögen
Die Partei ist mangels Wahlerfolgen nicht anspruchsberechtigt auf Mittel aus der staatlichen Parteifinanzierung. In Bundestagsdrucksache 16/1252 ist der Rechenschaftsbericht des Jahres 2003 aufgeführt. Demnach erhielt die Partei in diesem Jahr rund 205.000 Euro, darunter:
- Mitgliedsbeiträge 23 Prozent
- Spenden 75 Prozent

Sie schloss das Jahr 2003 mit 11.000 Euro Überschuss ab, im Vorjahr waren es 35.500 Euro Überschuss. Die Partei war nicht überschuldet, ihr Reinvermögen betrug 2003 17.000 Euro. Nach eigenen Angaben erhielt die Partei in diesem Zeitraum vier Großspenden über 10.000 Euro. Diese Großspenden machten zusammen über 100.000 Euro aus.

### Kommunale Mandate
Seit ihrer Neugründung als Partei 1993 hat die DP keine Sitze bei Bundestags- oder Landtagswahlen errungen. Vereinzelt hat sie jedoch bei Kommunalwahlen Mandate gewonnen. Im Landkreis Harburg (Niedersachsen) erzielte die DP bei der Kommunalwahl am 9. September 2001 mit 1,0 Prozent der Stimmen ein Kreistagsmandat. Im baden-württembergischen Herbrechtingen erreichte die DP bei der Kommunalwahl am 13. Juni 2004 ein Ergebnis von 6,4 Prozent der Stimmen und ein Mandat im Gemeinderat, in dem sie somit bis 2009 vertreten war. Bei der Kreistagswahl am 13. Juni 2004 erreichte sie mit 1,2 Prozent der Stimmen im Kreistag des Landkreises Anhalt-Zerbst (Sachsen-Anhalt) einen Sitz, in dem sie bis zur Auflösung des Landkreises 2007 vertreten war.
Bei der Kreistagswahl im Landkreis Wittenberg (Sachsen-Anhalt) erreichte sie bei der Kommunalwahl am 22. April 2007 1,5 Prozent der Stimmen (2004: 0,3 %) und einen Sitz im Kreistag.

### Verfassungsschutz
Beobachtet wurde die Partei von mehreren Landesämtern für Verfassungsschutz. Bereits unter dem ehemaligen Bundesvorsitzenden Heiner Kappel habe die Partei laut Informationen des baden-württembergischen Landesverfassungsschutzes keine Berührungsängste gegenüber Rechtsextremisten gezeigt. Die Beobachtungen gingen allerdings nur bis 2007 und wurde nach dem Ende der Pätzold/Wiechmann-Ära beendet. Danach wurde die Deutsche Partei in Verfassungsschutzberichten nicht mehr erwähnt.

## Bundesvorsitzende
| Zeitraum  | Name                                 |
| 1990–1994 | Wolf von Zworowsky                   |
| 1994–2001 | Johannes Freiherr von Campenhausen   |
| 2001–2005 | Heiner Kappel                        |
| 2005–2007 | Claudia Wiechmann und Ulrich Pätzold |
| 2007–2009 | Alfred Kuhlemann                     |
| 2009–2019 | Gerd-Uwe Dahlmann                    |
| seit 2019 | vakant                               |

## Wahlergebnisse auf Landesebene
| Landtagswahl in Niedersachsen 1990       | 0,0 % |
| Landtagswahl in Niedersachsen 1994       | *     |
| Bürgerschaftswahl in Hamburg 1997        | 0,0 % |
| Landtagswahl in Niedersachsen 1998       | 0,1 % |
| Bürgerschaftswahl in Bremen 2003         | 0,5 % |
| Europawahl in Deutschland 2004           | 0,2 % |
| Landtagswahl im Saarland 2004            | 0,1 % |
| Landtagswahl in Nordrhein-Westfalen 2010 | **    |

* nur Direktkandidaten
** ein Direktkandidat mit 67 Stimmen